# Kanpotamon
Kanpotamon is een geslacht van kreeftachtigen uit de klasse van de Malacostraca (hogere kreeftachtigen).

## Soorten
- Kanpotamon duangkhaei Ng & Naiyanetr, 1993
- Kanpotamon simulum (Alcock, 1909)